# Kasteel van Madame du Barry
Het Kasteel van Madame du Barry (Frans: Château de Madame du Barry) is een kasteel in de Franse gemeente Louveciennes. Het kasteel is een beschermd historisch monument sinds 1994.